# Center (Nebraska)
Center település az Amerikai Egyesült Államok Nebraska államában, Knox megyében, melynek megyeszékhelye is. Lakosainak száma 79 fő (2020. április 1.).

## Népesség
A település népességének változása:

| 2010 | 94 |
| 2020 | 79 |